# 1783 Albitskij
1783 Albitskij је астероид главног астероидног појаса. Приближан пречник астероида је 21,36 km,
а средња удаљеност астероида од Сунца износи 2,659 астрономских јединица (АЈ).
Инклинација (нагиб) орбите у односу на раван еклиптике је 11,513 степени, а орбитални период износи 1584,554 дана (4,338 године). Ексцентрицитет орбите астероида износи 0,134.
Апсолутна магнитуда астероида износи 11,80 а геометријски албедо 0,073.
Астероид је откривен . 1931. године.